# Championnat d'Océanie de football des moins de 20 ans 1988
Navigation
Nouvelle-Zélande 1986 Fidji 1990
Le championnat d'Océanie de football des moins de 20 ans 1988 est la septième édition du championnat de l'OFC des moins de 20 ans qui a eu lieu aux Fidji du 3 au 10 septembre 1988. L'équipe d'Australie, titrée il y a 2 ans, remet son titre en jeu. Le vainqueur et le finaliste se qualifient pour le tournoi inter-continental, qui délivre 2 places pour la prochaine Coupe du monde des moins de 20 ans, qui aura lieu en Arabie saoudite en 1989. L'équipe des Samoa participe pour la première fois à la compétition. 

## Équipes participantes
- Fidji - Organisateur
- Australie - Tenante du titre
- Nouvelle-Zélande
- Papouasie-Nouvelle-Guinée
- Taïwan
- Vanuatu
- Samoa occidentales

## Résultats
Les 7 équipes participantes sont réparties en 2 poules. Au sein de la poule, chaque équipe rencontre ses adversaires une fois. À l'issue des rencontres, les deux premiers se qualifient pour la phase finale de la compétition, disputée en demi-finales et finale. 

### Groupe 1
|   | Équipe                    | Pts | J | G | N | P | BP | BC | Diff |
| - | ------------------------- | --- | - | - | - | - | -- | -- | ---- |
| 1 | Nouvelle-Zélande          | 6   | 3 | 3 | 0 | 0 | 19 | 0  | +19  |
| 2 | Fidji                     | 3   | 3 | 1 | 1 | 1 | 11 | 4  | +7   |
| 3 | Papouasie-Nouvelle-Guinée | 3   | 3 | 1 | 1 | 1 | 6  | 2  | +4   |
| 4 | Samoa occidentales        | 0   | 3 | 0 | 0 | 3 | 1  | 31 | -30  |

| 3 septembre 1988 | Nouvelle-Zélande          | 2  | 0 | Fidji                     |
|                  | Papouasie-Nouvelle-Guinée | 5  | 0 | Samoa occidentales        |
| 5 septembre 1988 | Fidji                     | 1  | 1 | Papouasie-Nouvelle-Guinée |
|                  | Nouvelle-Zélande          | 16 | 0 | Samoa occidentales        |
| 6 septembre 1988 | Fidji                     | 10 | 1 | Samoa occidentales        |
|                  | Nouvelle-Zélande          | 1  | 0 | Papouasie-Nouvelle-Guinée |

### Groupe 2
|   | Équipe    | Pts | J | G | N | P | BP | BC | Diff |
| - | --------- | --- | - | - | - | - | -- | -- | ---- |
| 1 | Australie | 4   | 2 | 2 | 0 | 0 | 11 | 1  | +10  |
| 2 | Taïwan    | 2   | 2 | 1 | 0 | 1 | 4  | 8  | -4   |
| 3 | Vanuatu   | 0   | 2 | 0 | 0 | 2 | 2  | 8  | -6   |

| 3 septembre 1988 | Taïwan    | 3 | 2 | Vanuatu |
| 5 septembre 1988 | Australie | 5 | 0 | Vanuatu |
| 6 septembre 1988 | Australie | 6 | 1 | Taïwan  |

### Demi-finales
| 8 septembre 1988 | Australie | 4 - 2 | Fidji | Suva, Fidji |  |
|                  |           |       |       |             |  |

| 8 septembre 1988 | Nouvelle-Zélande | 2 - 1 | Taïwan | Suva, Fidji |  |
|                  |                  |       |        |             |  |

### Match pour la3eplace
| 10 septembre 1988 | Taïwan | 2 - 0 | Fidji | Suva, Fidji |  |
|                   |        |       |       |             |  |

### Finale
| 10 septembre 1988 | Australie | 1 - 0 | Nouvelle-Zélande | Suva, Fidji |
|                   | Ilic 26e  |       |                  |             |

- L'Australie et la Nouvelle-Zélande se qualifient pour le barrage intercontinental.

## Barrage intercontinental
L'Australie et la Nouvelle-Zélande retrouvent deux formations asiatiques, la Syrie et le Qatar pour déterminer le dernier qualifié pour la prochaine Coupe du monde des moins de 20 ans. Les matchs se disputent à Alep en Syrie. Chaque sélection rencontre une fois chacun de ses adversaires.
|   | Équipe           | Pts | J | G | N | P | BP | BC | Diff |
| - | ---------------- | --- | - | - | - | - | -- | -- | ---- |
| 1 | Syrie            | 5   | 3 | 2 | 1 | 0 | 3  | 0  | +3   |
| 2 | Qatar            | 4   | 3 | 1 | 2 | 0 | 2  | 1  | +1   |
| 3 | Australie        | 3   | 3 | 1 | 1 | 1 | 4  | 2  | +2   |
| 4 | Nouvelle-Zélande | 0   | 3 | 0 | 0 | 3 | 0  | 6  | -6   |

| 18 janvier 1989 | Australie | 3 | 0 | Nouvelle-Zélande |
|                 | Syrie     | 0 | 0 | Qatar            |
| 20 janvier 1989 | Qatar     | 1 | 1 | Australie        |
|                 | Syrie     | 2 | 0 | Nouvelle-Zélande |
| 22 janvier 1989 | Qatar     | 1 | 0 | Nouvelle-Zélande |
|                 | Syrie     | 1 | 0 | Australie        |

## Sources et liens externes
- (en) Feuilles de matchs et infos sur RSSSF